# Türosz uralkodóinak listája
Türosz az egyik legjelentősebb föníciai városállam volt mintegy fél évezreden keresztül, az I. e. 1. évezred első felében, de fennállt egészen III.Alexandrosz hódításáig.
Az alábbi táblázat évszámai az i. e. 6. század előtt körülbelül (hozzávetőlegesen) értendők.

## Mitikus királyok
| Név        | Idő                 | Megjegyzés                                                          |
| ---------- | ------------------- | ------------------------------------------------------------------- |
| Agénór     | i. e. 1500 körül    |                                                                     |
| Phoiniksz  |                     | Agénór fia, Fönícia névadója                                        |
| Eriaku     | i. e. 1400 körül    | Javasolt azonosításai: a bibliai Arioch és a homéroszi Erikthoniosz |
| Abímilki   | i. e. 1350–30 körül | Az Amarna-levelekből is ismert, talán a bibliai Abimelekkel azonos  |
| Aribasz    | i. e. 1230          |                                                                     |
| Baáltermeg | i. e. 1220          |                                                                     |
| Baál       | i. e. 1193          |                                                                     |
| Pummaj     | i. e. 1163–1125     |                                                                     |

## Történeti uralkodók
| Név                      | Idő           | Megjegyzés                                                                 |
| ------------------------ | ------------- | -------------------------------------------------------------------------- |
| Abi-Baál                 | i. e. 990–978 |                                                                            |
| I. Hirám                 | i. e. 978–944 | Dávid és Salamon kortársa                                                  |
| I. Baálézer              | i. e. 944–927 |                                                                            |
| Abdiastart               | i. e. 927–918 |                                                                            |
| Metusastart              | i. e. 918–906 |                                                                            |
| Dalajastart              | i. e. 906–889 |                                                                            |
| Astarrom                 | i. e. 888–880 |                                                                            |
| Pillesz                  | i. e. 879     |                                                                            |
| I. Es-Baál (Ito-Baál)    | i. e. 878–847 |                                                                            |
| II. Baálézer             | i. e. 846–841 |                                                                            |
| I. Mattan                | i. e. 840–832 |                                                                            |
| Pumijaton (Pügmalión)    | i. e. 831–785 |                                                                            |
| Asszír fennhatóság       |               |                                                                            |
| II. Es-Baál              | i. e. 750–739 | a név a III. Tukulti-apil-ésarra tiszteletére állított sztélén maradt fenn |
| II. Hirám                | i. e. 739–730 | mint II. Es-Baál                                                           |
| II. Mattan               | i. e. 730–729 |                                                                            |
| Elulajosz                | i. e. 729–694 |                                                                            |
| Abd-Melkart              | i. e. 694–680 |                                                                            |
| I. Baál                  | i. e. 680–660 |                                                                            |
| Babiloni fennhatóság     |               |                                                                            |
| III. Es-Baál             | i. e. 591–573 |                                                                            |
| II. Baál                 | i. e. 573–564 |                                                                            |
| Jakín-Baál               | i. e. 564     |                                                                            |
| oligarchikus kormányzás  |               |                                                                            |
| Kelbesz                  | i. e. 564–563 |                                                                            |
| Abbar                    | i. e. 563–562 |                                                                            |
| III. Mattan és Gerastari | i. e. 562–556 |                                                                            |
| III. Baálézer            | i. e. 556–555 |                                                                            |
| Mahar-Baál               | i. e. 555–551 |                                                                            |
| III. Hirám               | i. e. 551–532 |                                                                            |
| Euagorasz                | i. e. 382     |                                                                            |
| Azemilkosz               | i. e. 340–332 |                                                                            |